# Babiki
Babiki [baˈbiki] est un village polonais de la gmina de Szudziałowo dans le powiat de Sokółka et dans la voïvodie de Podlachie. Il se situe à environ 9 kilomètres au nord-est de Szudziałowo, à 15 kilomètres à l'est de Sokółka et à 46 kilomètres au nord-est de Białystok. 